# Eurelijus Žukauskas
Pour les articles homonymes, voir Žukauskas.
Eurelijus Žukauskas, né le 22 août 1973 à Klaipėda, est un joueur lituanien de basket-ball, évoluant au poste de pivot.

## Club
- 1994-1997 :  KK Neptūnas
- 1997-2000 :  Žalgiris Kaunas
- 2000-2001 :  Paf Bologne
- 2001-2002 :  Lokomotiv Mineralnye Vody
- 2002-2004 :  UNICS Kazan
- 2004-2005 :  Ülker Istanbul
- 2005-2006 :  Olympiakos
- 2006-2007 :  Lietuvos rytas
- 2007-2009 :  Žalgiris Kaunas

## Palmarès

### Club
- Vainqueur de l'Euroligue 1999
- Vainqueur de la FIBA EuroCup 2004
- Champion de Lituanie 1998, 1999
- Vice-Champion de Lituanie 2007
- Champion de la Ligue baltique 2007

### Jeux olympiques d'été
- Jeux olympiques de 2004 à Athènes (Grèce)
  - 4e
- Jeux olympiques de 2000 à Sydney (Australie)
  -  Médaille de bronze
- Jeux olympiques de 1996 à Atlanta (États-Unis)
  -  Médaille de bronze

### Championnat d'Europe de basket-ball
- Championnats d'Europe 2003 en Suède
  -  Médaille d'or